# Дисоціативний розлад ідентичності
Варіанти назви:
- Дисоціативний розлад ідентичності (DSM-IV)
- Розлад множинної особистості (МКХ-10)
- Синдром множинної особистості[6]
- Обмежений дисоціативний розлад особистості[7]
- Розщеплення особистості[8]

Дисоціативний розлад ідентичності (англ. Dissociative identity disorder, DID), відомий також як розлад множинної особистості або просто множи́нна особи́стість — психічний феномен, за якого людина поводиться так, ніби володіє двома або більше різними особистостями, або еґо-станами. Кожна альтер-особистість у такому випадку має власні патерни сприйняття та взаємодії з довкіллям. Людям з множинною особистістю ставлять діагноз «дисоціативний розлад ідентичності», або «розлад множинної особистості». Таке явище відоме також під назвою «розщеплення особистості» та «роздвоєння особистості».

## Визначення

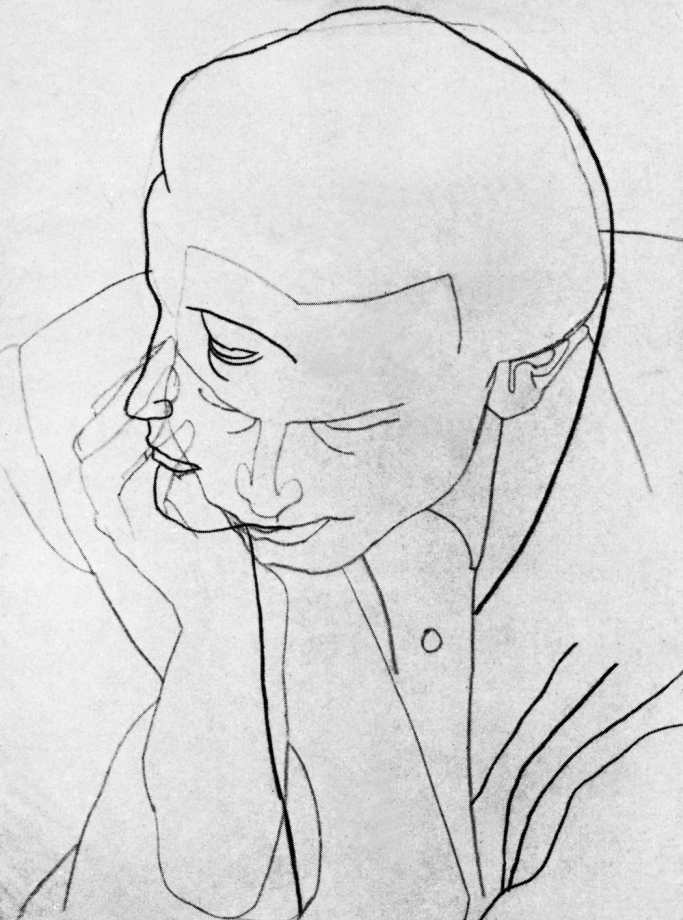
Картина Лайоша Вайди «Два обличчя»

Дисоціативний розлад ідентичності (англ. dissociative identity disorder, або DID) — психіатричний діагноз, прийнятий у «Діагностичному та статистичному довідникові психічних розладів» (DSM-IV), який описує синдром — феномен множинної особистості. Аби визначити в людини дисоціативний розлад ідентичності (або розлад множинних особистостей), необхідна наявність принаймні двох особистостей, які регулярним чином почергово контролювали б поведінку індивіду, а також втрати пам'яті, яка виходила б за межі нормальної забудькуватості. Втрата пам'яті зазвичай описується як «переключення». Симптоми мають відбуватися поза зловживанням будь-якими речовинами (алкоголем або наркотиками) або загальним медичним станом.
Дисоціативний розлад ідентичності також відомий як розлад множинних особистостей (англ. multiple personality disorder, або MPD). У Північній Америці такий розлад вирішено називати «дисоціативним розладом ідентичності» через розбіжності в думках у психіатричних та психологічних колах відносно цієї концепції, відповідно до якої один (фізичний) індивідуум може володіти більше ніж однією особистістю, де особистість можна визначити як вихідну суму психічних станів даного (фізичного) індивідууму.
Хоча дисоціація — психіатричний стан, який можна довести і який можна пов'язати з низкою різноманітних розладів, в особливості тих, які відносяться до травми та тривоги в ранньому дитинстві, множинну особистість як реально існуючий психологічний та психіатричний феномен певний час ставили під сумнів. Не зважаючи на розбіжні думки стосовно діагнозу множинної особистості, в багатьох психіатричних закладах (наприклад, McLean Hospital) існують палати, спеціально призначені для дисоціативного розладу ідентичності.
Відповідно до однієї з класифікацій, дисоціативний розлад ідентичності розглядається як тип психогенної амнезії (тобто такої, що має лише психологічну, а не медичну, природу). Посередництвом такої амнезії людина отримує можливість витісняти спогади травматичних подій або ж певного періоду життя. Таке явище називається розщепленням «я», або, за іншою термінологією, самості, а також переживань минулого. Маючи множинні особистості індивід може переживати альтернативні особистості з індивідуально різними характеристиками: такі альтернативні особистості можуть мати різний вік, психологічну стать, різний стан здоров'я, різні інтелектуальні властивості а також різний почерк. Для лікування такого розладу зазвичай розглядають довгострокові види терапії.
Як дві характерні ознаки дисоціативного розладу ідентичності виділяють деперсоналізацію та дереалізацію. Деперсоналізація — це змінене (в більшості випадків описується як спотворене) сприйняття себе та власної реальності. Така особа досить часто виглядає відособленою від консенсуальної реальності. Пацієнти часто визначають деперсоналізацію як «відчуття поза межами тіла та можливість спостерігати його з відстані». Дереалізація — змінене (спотворене) сприйняття інших. За дереалізації інші люди не будуть сприйматися як реально існуючі для даної людини; пацієнти з дереалізацією відчувають проблеми під час ідентифікації іншої людини.
Як показало дослідження, пацієнти з дисоціативним розладом ідентичності доволі часто приховують свої симптоми. Середня кількість альтернативних особистостей дорівнює 15. Зазвичай вони з'являються в ранньому дитинстві. Ймовірно, саме з цієї причини деякі з альтернативних особистостей є дітьми. У багатьох пацієнтів спостерігається коморбідність, тобто разом з розладом множинної особистості в них виражено й інші розлади, наприклад, генералізований тривожний розлад.
Дисоціативний розлад ідентичності є крайнім проявом дисоціації — механізму психологічного захисту, при якому людина починає сприймати те, що відбувається з нею так, ніби це відбувається з кимось стороннім. Цей механізм корисний, так як він дозволяє людині захиститися від надлишкових, нестерпних емоцій, але у випадках надмірної активації даного механізму з'являються дисоціативні розлади

## Діагностичні критерії
Згідно з «Діагностичним та статистичним довідником психічних розладів» (DSM-IV), діагноз дисоціативний розлад ідентичності ставиться у випадку, якщо в людини наявні двоє або більше відмінних ідентичностей або особистісних станів (при цьому кожна володіє власним відносно тривалим паттерном сприйняття та взаємин з довколишнім середовищем та самим собою), хоча б дві з цих ідентичностей рекуррентно захоплюють контроль над поведінкою людини, індивід не здатен згадувати важливу персональну інформацію, що виходить за межі звичайної забудькуватості, а сам розлад не спричинений прямими фізіологічними ефектами будь-якої речовини (наприклад, непритомність або хаотична поведінки за алкогольної інтоксикації) або загальним медичним станом (наприклад, комплексними парциальними нападами). При цьому зазначається, що в дітей такі симптоми не варто відносити до вигаданих друзів або інших видів ігор із залученням фантазії.
Не зважаючи на появу нових особистостей, базова особистість, яка має справжні ім'я та прізвище людини, лишається серед них. Кількість особистостей всередині може бути великою й зростати з роками. Головним чином це пояснюється тим, що людина несвідомо виробляє в собі нові особистості, які могли б допомогти їй краще поратися з тими чи іншими ситуаціями. Так, якщо на початкові лікування психотерапевт діагностує зазвичай 2—4 особистості, то протягом лікування виявляються ще 10-12. Іноді кількість осіб перевищує сотню. Особистості володіють зазвичай різними іменами, різною манерою спілкування та жестикуляції, різною мімікою, ходою й навіть почерком. Зазвичай особистість не знає про присутність в тілі інших особистостей.
Критерії для діагностики дисоціативного розладу ідентичності, опубліковані DSM-IV, було піддано критиці. В одному з досліджень (2001 року) було виділено низку недоліків даних діагностичних критеріїв: у зазначеному дослідженні стверджується, що вони не відповідають вимогам сучасної психіатричної класифікації, не ґрунтуються на таксометричному аналізі симптомів дисоціативного розладу ідентичності, описують розлад як закритий концепт, мають погану змістовну валідність, ігнорують важливі дані, перешкоджають таксометричному дослідженню, мають низький ступінь надійності та досить часто призводять до невірної постановки діагнозу, в них міститься протиріччя й кількість випадків з дисоціативним розладом особистості в ньому штучно занижено. У цьому дослідженні пропонується рішення для DSM-V у вигляді нових, на думку дослідників, зручніших для використання, політетичних діагностичних критеріїв для дисоціативних розладів (Звичайний дисоціативний розлад, Генералізований дисоціативний розлад, Обширний дисоціативний розлад та Неспецифічний дисоціативний розлад).

### Додаткові симптоми

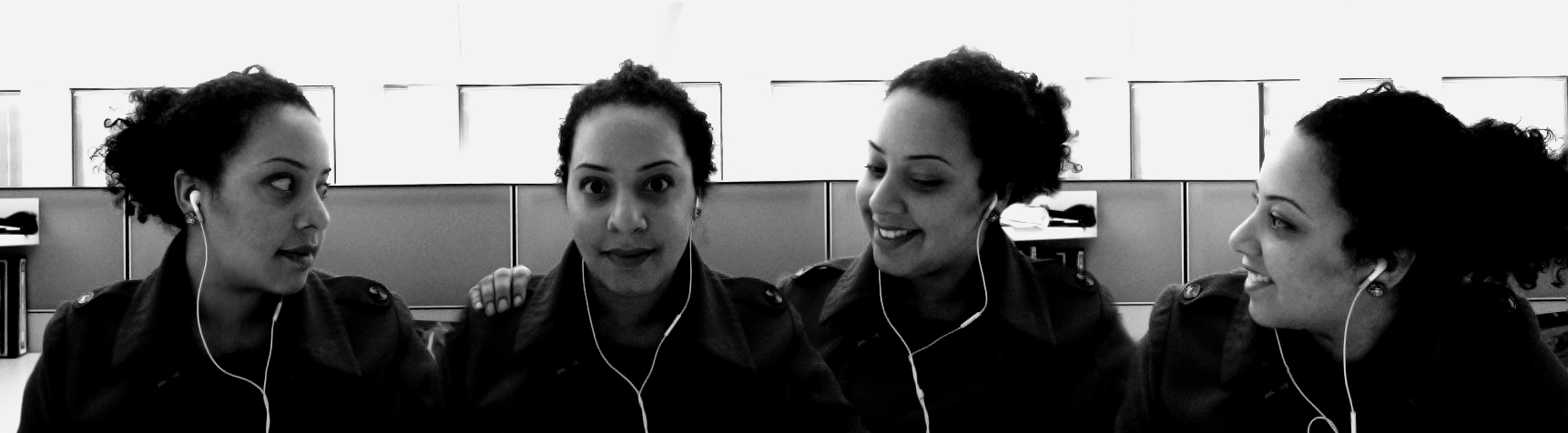
У жінок у середньому розвивається до 15 особистісних станів, тоді як у чоловіків — до 8.

Окрім головних симптомів, перерахованих у DSM-IV, у пацієнтів з дисоціативним розладом ідентичності також можуть спостерігатися депресія, спроби суїциду, різкі зміни настрою, тривога та тривожні розлади, фобії, панічні напади, розлади сну та харчування, інші дисоціативні розлади, в окремих випадках галюцинації. Не існує єдиної точки зору щодо того, чи пов'язані ці симптоми з самим розладом ідентичності чи з пережитими психологічними травмами, які спричинили розлад ідентичності.
Дисоціативний розлад ідентичності тісно пов'язаний з механізмом психогенної амнезії — втрати пам'яті, яка має суто психологічну природу, без фізіологічних порушень у головному мозкові. Це психологічний захисний механізм, завдяки якому людина отримує можливість витісняти зі свідомості травматичні спогади, але у випадкові розладу ідентичності цей механізм допомагає особистостям «перемикатися». Надто сильне задіяння даного механізму часто призводить до розвитку щоденних проблем з пам'яттю в пацієнтів, які страждають на розлад ідентичності.
У багатьох пацієнтів з дисоціативним розладом ідентичності також спостерігаються явища деперсоналізації та дереалізації, трапляються напади збентеження та загубленості, коли людина не може зрозуміти, хто вона така.

### Розлад множинної особистості та шизофренія
Відрізнити шизофренію від розладу множинної особистості складно при діагностиці й головним чином тут спираються на структурні ознаки клінічної картини, нехарактерні для дисоціативних розладів. Крім того, відповідні симптоми сприймаються хворими на шизофренію все-таки частіше як результат впливу ззовні, а не як такі, що належать власній особистості. Розщеплення особистості за множинного розладу є масивним або молекулярним й формує доволі складні та інтегровані відносно до себе особистісні субструктури. Розщеплення за шизофренії, яке позначається як дискретне, ядерне або атомарне, являє собою відщеплення окремих психічних функцій від особистості в цілому, що призводить до її дезінтеграції.

## Хронологія розвитку розуміння множинної особистості

### 1640-ті— 1880-ті
Період теорії магнетичного сомнамбулізму як пояснення множинної особистості.
- 1784 — Маркіз де Пюісеґюр, учень Франца Антона Месмера, за допомогою магнетичних вправ ввів свого робітника Віктора Раса (Victor Race) в певний сомнамбулічний стан: Віктор проявив здатність неспання під час сну. Після пробудження він виявляється нездатним згадати те, що робив у зміненому стані свідомості, тоді як в останньому він зберігав повну обізнаність про події, які відбулись з ним як в звичайному стані свідомості, так й у зміненому. Пюісеґюр доходить висновку, що даний феномен схожий на сомнамбулізм, й називає його «магнетичним сомнамбулізмом»[15].
- 1791 — Ебергард Ґмелін описав випадок «особистості, що змінюється» в 21-річної німецької дівчини. У неї проявилась друга особистість, яка розмовляла французькою мовою й стверджувала, що вона є французькою аристократкою. Ґмелін побачив подібність між таким феноменом та магнетичним сном й вирішив, що такі випадки можуть допомогти в розумінні формування особистості[15].
- 1816 — в журналі «Medical Repository» описано випадок Мері Рейнольдс, яка мала «дуальну особистість».
- 1838 — Чарльз Деспін описав випадок дуальної особистості в Естелли, 11-річної дівчинки.
- 1876 — Ежен Азам описав випадок дуальної особистості в молодої французької дівчини, яку він називав Феліда Ікс. Він пояснив феномен множинної особистості за допомоги концепції гіпнотичних станів, яка була популярна на той час у Франції[15].

### 1880-ті— 1950-ті

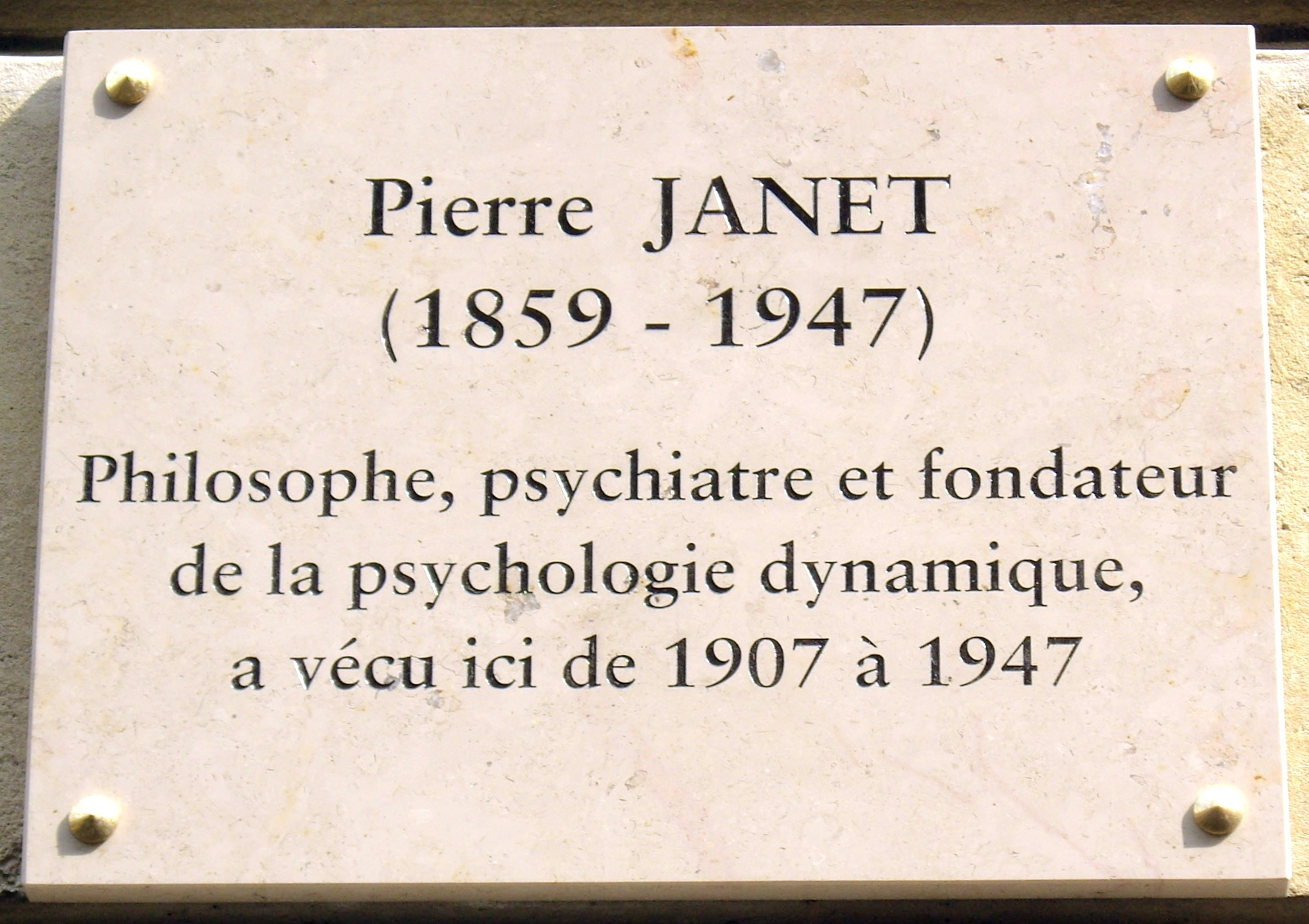
Пам'ятна дошка на будинкові П'єра Жане

Введено концепцію дисоціації й того, що людина може мати декілька психічних центрів, які виникають, коли психіка намагається взаємодіяти з травматичним досвідом.
- 1888 — Лікарі Буррю (Bourru) та Бюрро (Burrot) опублікували книгу «Варіації особистості» (Variations de la personnalité), в якій описали випадок Луі Віве (Louis Vivé), який мав шість різних особистостей, у кожної з яких були власні паттерни м'язових скорочень та індивідуальні спогади. Спогади кожної особистості були жорстко прив'язані до певного періоду життя Луі. Як лікування лікарі використували гіпнотичну регресію в ці періоди; вони розглядали особистості цього пацієнта як послідовні варіації однієї особистості. Інший дослідник, П'єр Жане, ввів концепцію «дисоціації» й припустив, що ці особистості були співіснуючими психічними центрами в межах одного індивідуума[15].
- 1899 — Опубліковано книгу Теодора Флурнуа «З Індії на планету Марс: Випадок сомнамбулізму з вигаданими мовами» (Des Indes à la Planète Mars: Etude sur un cas de somnambulisme avec glossolalie).
- 1906 — У книзі Мортона Прінса «Дисоціація особистості» (The Dissociation of a Personality) описано випадок пацієнтки з множинною особистістю Клари Нортон Фавлер, також відомою як міс Крістін Бешам. Як лікування Прінс пропонував об'єднати дві особистості Бешам, а третю витіснити в підсвідомість[15].
- 1908 — Ганс Гайнц Еверс опублікував оповідання «Смерть барона фон Фрідель», яке спочатку мало назву «Друге Я». В оповіданні мова йде про розщеплення свідомості на чоловічу та жіночу складові. Обидва компоненти почергово оволодівають особистістю й, кінець кінцем, вступають у непримиренну суперечку. Барон застрелився, а наприкінці оповідання сказано:Само собою, що про самогубство тут не може бути й мови. Швидше за все так: він, барон Езус Марія фон Фрідель, застрелив баронессу Езус Марія фон Фрідель; або ж навпаки — вона вбила його. Цього я не знаю. Хотілось вбити — він чи вона — але не саме себе, те інше хотілося вбити. Так й вийшло.
- 1915 — Волтер Франклін Прінс опублікував історію пацієнтки Доріс Фішер — «Випадок множинної особистості Доріс» (The Doris Case of Multiple Personality). У неї було п'ять особистостей. Два роки по тому ним видано звіт про експерименти, виконані за участю Фішер та її інших особистостей.
- 1943 — Стенґел стверджував, що стан множинної особистості більше не зустрічається.

### Після 1950-х

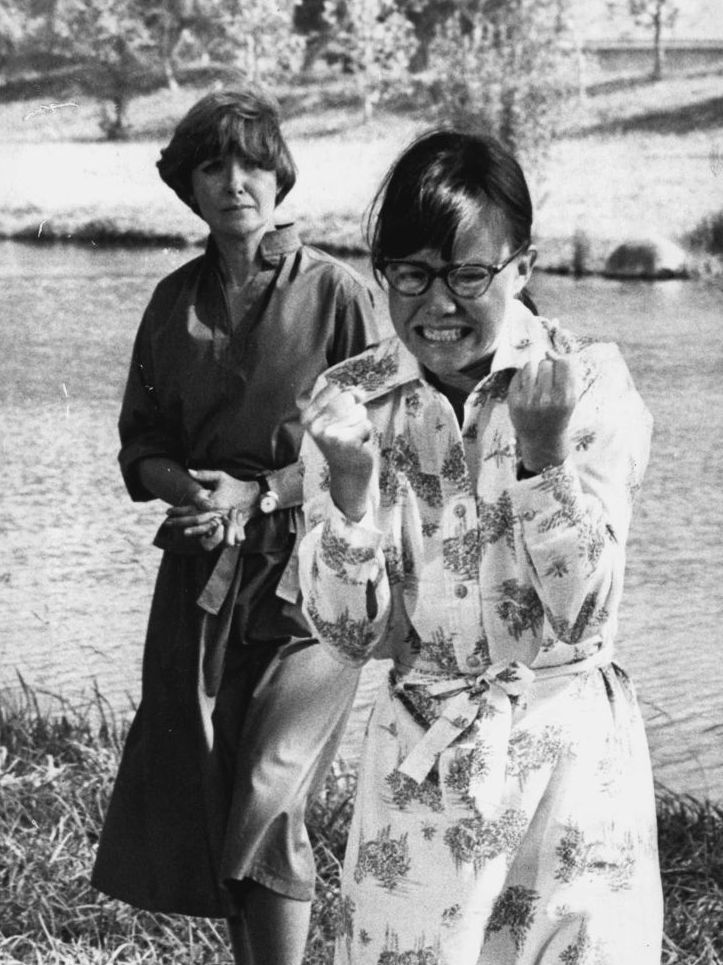
Кадр з фільму «Сивілла», 1976 рік.

- 1954 — Опубліковано книгу Тіґпен та Клеклі «Три обличчя Єви» (The Three Faces of Eve[en]) за мотивами історії психотерапії за участі Кріс Костнер-Сайзмор — пацієнтки з множинною особистістю. Публікація цієї книги підняла зацікавленість загальної спільноти до природи феномену множинної особистості[15].
- 1957 — Екранізація книги «Три обличчя Єви» за участі Джоанн Вудворд.
- 1973 — Публікація книги-бестселеру Флори Шрайбер «Сивілла» (Sybil[en]), яка розповідає історію Ширлі Мейсон (в книзі — Сивілла Дорсетт).
- 1976 — Телевізійна екранізація «Сивілли» (Сивілла), в головній ролі — Саллі Філд.
- 1977 — Кріс Костнер-Сайзмор (Chris Costner Sizemore[en]) опублікувала автобіографію «Я Єва» (I'm Eve), в якій стверджувала, що книга Тіґпен та Клеклі невірно інтерпретувала історію її життя.
- 1980 — Публікація книги «Мішель пам'ятає» (Michelle Remembers[en]), написаної в співавторстві психіатром Лоуренсом Паздером та Мішель Сміт — пацієнткою з множинною особистістю.
- 1981 — Деніел Кіз опублікував книгу «Таємнича історія Біллі Міллігана», засновану на широкому матеріалі інтерв'ю з Біллі Мілліґаном та його психотерапевтом.
- 1981 — Публікація книги Трудді Чейз «Коли кролик завиває» (When Rabbit Howls).
- 1994 — Публікація в Японії другої книги Деніела Кіза про Біллі Мілліґана під назвою «Війни Мілліґана» (Milligan Wars).
- 1995 — Запуск вебсайту «Astraea's Web [Архівовано 7 березня 2013 у Wayback Machine.]» — першого інтернет-ресурсу, присвяченому визнанню множинної особистості як здорового стану.
- 1998 — Публікація статті Джоан Акокелли «Створюючи істерію» (Creating Hysteria) в «Нью-Йоркері», яка описує надлишки психотерапії множинної особистості.
- 1999 — Публікація книги Кемерон Вест «Перша особа множини: Моє життя як кілька життів» (First Person Plural: My Life as a Multiple).
- 2005 — Публікація автобіографії Роберта Окснема «Розщеплений розум» (A Fractured Mind).
- 2007 — Друга телевізійна екранізація «Сивілли».
- 2016 — Вихід фільму «Спліт» про людину із 23-ма особистостями (Джеймс МакЕвой).

## Визначення дисоціації
Дисоціація — захисний механізм психіки, який зазвичай спрацьовує за хворобливих та/або травматичних ситуацій. Дисоціація характеризується дезінтеграцією Еґо. Цілісність Еґо може бути визначена як здатність людини успішно інкорпорувати зовнішні події або соціальні переживання у своєму сприйнятті й по тому діяти в постійній манері під час таких подій або соціальних ситуацій. Людина, не здатна успішно з цим справлятися, може відчувати як емоційну дизрегуляцію, так й потенційний колапс еґо-цілосності. Іншими словами, стан емоційної дизрегуляції в деяких випадках може бути доволі інтенсивним, аби форсувати дезінтеграцію его, або те, що, в крайніх випадках, діагностично визначається як дисоціація.
Дисоціація описує настільки сильний колапс еґо-цілосності, що особистість у прямому розумінні розщеплюється. З цієї причини дисоціацію досить часто називають «розщепленням», хоча цей термін зарезервовано для позначення іншого механізму психіки. Менш глибокі прояви цього стану в багатьох випадках клінічно описують як дезорганізацію або декомпенсацію. Різниця між психотичним проявом та дисоціативним проявом полягає в тому, що, хоча людина, яка переживає дисонацію, формально й відривається від ситуації, яку він чи вона не може проконтролювати, певна частина цієї людини лишається пов'язаною з реальністю. Тоді як психотик «пориває» з реальністю, дисоціатив від неї від'єднується, але не повністю.
Оскільки людина, яка переживає дисоціацію, повністю не відмикається від своєї реальності, вона, в певних випадках, може мати велику кількість «особистостей». Іншими словами, існують різні «люди» (читай особистості) для взаємодії з різними ситуаціями, але, загально кажучи, жодна з особистостей повністю не від'єднується.

## Розбіжності в думках про множинну особистість
Досі наукова спільнота не дійшла єдиної думки стосовно того, що ж вважати множинною особистістю, оскільки в історії медицини по 1950-ті роки було надто мало аргументованих випадків даного розладу. У 4-му виданні «Діагностичного та статистичного довідника психічних розладів» (DSM-IV) назву даного стану було змінено з «розладу множинної особистості» на «дисоціативний розлад ідентичності», аби прибрати термін, що заплутує, «особистість». Таке ж позначення було прийнято й у МКХ-9, але в МКХ-10 використовується варіант «розлад множинної особистості». Слід зазначити, що в ЗМІ доволі часто припускаються серйозної помилки, коли плутається розлад множинної особистості та шизофренія.
Дослідження джерел у медичній літературі XIX століття та XX століття на тему множинної особистості, проведене 1944 року, показало лише 76 випадків. В останні роки кількість випадків дисоціативного розладу ідентичності стрімко зросла (за деякими даними, в період від 1985 по 1995 рік було зареєстровано близько 40 000 випадків). Але інші дослідження показали, що в розладу все таки є тривала історія, яка в літературі тягнеться протягом близько 300 років, й сам він (розлад) зачіпає менше 1 % населення. За іншими даними, диссоціативний розлад ідентичності проявляється серед 1—3 % загальної популяції. Таким чином, епідеміологічні дані вказують на те, що серед населення дисоціативний розлад ідентичності в дійсності зустрічається настільки ж часто, як й шизофренія.
На даний час дисоціація розглядається як симптоматичний прояв у відповідь на травму, критичний емоційний стрес, й вона пов'язана з емоційною дизрегуляцією та пограничним розладом особистості. Відповідно до лонгітюдного (довгострокового) дослідження Оґави та інших, найсильнішим передбачувальним фактором дисоціації в молодих осіб була відсутність доступу до матері у віці 2 років. Багато останніх досліджень показали зв'язок між порушеною прив'язаністю в ранньому дитинстві та подальшими дисоціативними симптомами, також очевидними є дані, що насилля в дитинстві та покинутість дитини доволі часто сприяють формуванню порушеної прив'язаності (яка проявляється, наприклад, коли дитина дуже прискіпливо спостерігає за тим, чи звернено на неї увагу батьків чи ні).

### Критичне ставлення до діагнозу
Деякі психологи та психіатри вважають, що дисоціативний розлад ідентичності має ятрогенний або надуманий характер, або стверджують, що випадки справжньої множинної особистості є доволі поодинокими й більшість задокументованих випадків слід розглядати як ятрогенні.
Критики моделі дисоціативного розладу особистості стверджують, що діагноз стану множинної особистості — це феномен, більшою мірою характерний для англомовних країн. До 1950-х випадки роздвоєння особистості та множинної особистості іноді описували та лікували доволі рідко в Західному світі. 1957 року публікації книги «Три обличчя Єви» (The Three Faces of Eve) й пізніше вихід однойменного фільму сприяли зростанню суспільного інтересу до феномену множинних особистостей. 1973 року видається пізніше екранізована книга «Сивілла» (Sybil), яка описує життя жінки з розладами множинної особистості. Але сам діагноз «розлад множинної особистості» не було включено до «Діагностичного та статистичного довідника психічних розладів» аж по 1980 рік. У період від 1980-х по 1990-ті роки кількість зареєстрованих випадків розладу множинної особистості зросло до двадцяти-сорока тисяч.

### Множинна особистість як здоровий стан
Деякі люди, в тому числі й такі, хто самостійно ідентифікував себе як таких, хто має множинну особистість, вважають, що цей стан може бути не розладом, але природною варіацією людської свідомості, яка не має нічого спільного з дисоціацією. Як один з переконаних прихильників такої версії виступає Трудді Чейз, автор бестселеру «When Rabbit Howls». Хоча вона й визнає, що в її випадкові множинні особистості з'явились внаслідок насилля, в той самий час вона стверджує, що її особистості відмовились пройти інтеграцію й живуть разом як колектив.
У межах глибинної або архетипічної психології Джеймс Гіллман виступає проти визначення синдрому множинної особистості як однозначного розладу. Гіллман підтримує ідею стосовно всіх персоніфікацій та відмовляється визнати «синдром множинної особистості». Згідно з його позицією, розглядати множинність особистості або як «психічне порушення», або як невдачу в інтеграції «приватних особистостей» — це виявляти культурне упередження, яке хибно ідентифікує одну приватну особистість, «я», зі всією особистістю як такою.

### Міжкультурні дослідження
Антропологи Л. К. Сур'яні та Гордон Єнсен впевнені, що феномен яскраво виражених трансових станів у суспільстві острова Балі має ту саму феноменологічну природу, що й явище множинної особистості на Заході. Стверджується, що люди в шаманських культурах, які випробовують множинні особистості, визначають ці особистості не як частини себе, але як незалежні душі або духи. Не існує даних про зв'язок між множинністю особистості, дисоціацією, а також відновленням спогадів та сексуальним насиллям у цих культурах. В традиційних культурах множинність, яка проявляється, наприклад, шаманами, не вважається розладом або хворобою.

## Потенційні причини розладу множинної особистості
Дисоціативний розлад ідентичності, як вважається, спричинює сукупність декількох факторів: незносний стрес, здатність до дисоціації (включно зі здатністю відокремлювати свої спогади, сприйняття або ідентичність від свідомості), прояв захисних механізмів в онтогенезі та, в період дитинства, нестача піклування та участі у стосунках дитини при травматичному досвіді або нестачі захисту від наступного небажаного досвіду. Діти не народжуються з відчуттям уніфікованої ідентичності, остання розвивається, ґрунтуючись на великій кількості джерел та переживань. У критичних ситуаціях дитячий розвиток зустрічає перепони й багато частин того, що мало б бути інтегрованим у відносно уніфікованій ідентичності, лишається сегрегованим.
Північноамериканські дослідження показують, що 97—98 % дорослих з дисоціативним розладом ідентичності описують ситуації насилля в дитинстві й що факт насилля може бути задокументованим у 85 % дорослих та у 95 % дітей та підлітків з розладами множинної особистості та іншими подібними формами дисоціативного розладу. Ці дані вказують на те, що насилля в дитинстві виступає в ролі головної причини розладу серед північноамериканських пацієнтів, тоді як в інших культурах велику роль можуть відігравати наслідки війни або природної катастрофи. Деякі пацієнти могли не зазнавати випадків насилля, але пережити ранню втрату (наприклад, смерть одного з батьків), серйозну хворобу або іншу крайню стресову подію.
Розвиток людини потребує від дитини здатності успішно інтегрувати різні види комплексної інформації. В онтогенезі людина проходить низку стадій розвитку, в кожній з яких можуть бути створені різні особистості. Здатність генерувати множинні особистості спостерігається або проявляється не в кожної дитини, яка зазнала насилля, втрату або травму. Пацієнти з дисоціативним розладом ідентичності володіють здатністю легко входити в трансові стани. Така здатність у співвідношенні зі здатністю дисоціюватися, як вважають, виступає як фактор для розвитку розладу. Як би там не було, більшість дітей, які володіють такими властивостями, також мають нормальні адаптивні механізми й не перебувають в такому оточенні, яке може спричинити дисоціацію.

## Лікування
Найчастіше зустрічається підхід до лікування розладу множинної особистості, який полягає в полегшенні симптомів, аби забезпечити безпеку індивіда, й в реінтеграції різних особистостей в одну ідентичність, яка добре функціонує. Лікування може відбуватися з використанням різних видів психотерапії — когнітивної психотерапії, сімейної психотерапії, клінічного гіпнозу тощо.
З певним успіхом використовується інсайт-орієнтована психодинамічна терапія, яка допомагає перебороти отриману травму, відкриває конфлікти, які визначають потребу в окремих особистостях, та виправляє відповідні захисні механізми. Можливим позитивним результатом лікування є забезпечення безконфліктних стосунків співпраці між окремими особистостями. Терапевтові рекомендується з рівною повагою ставитися до всіх альтер-особистостей, уникаючи ставати на чию-небудь сторону у внутрішньому конфлікті.
Медикаментозна терапія не дозволяє добитися помітних успіхів й носить виключно симптоматичний характер; не існує жодного фармакологічного препарату для лікування самого дисоціативного розладу ідентичності, але деякі антидепресанти використовуються для полегшення супутніх депресій та тривоги.

### Загальна інформація
- Dissociative Identity Disorder — словникова стаття, присвячена розладу множинної особистості або диссоціативному розладу ідентичності.(англ.)
- Multiple Personality Before Eve — історія ранніх досліджень та концепцій множинної особистості.(англ.)
- Огляд диссоціативного розладу ідентичності [Архівовано 5 вересня 2008 у Wayback Machine.] на вебсайті WebMD.com.(англ.)
- Розлад множинної особистості [Архівовано 3 березня 2013 у Wayback Machine.] на вебсайті Skepdic.com.(англ.)
- Міжнародне товариство дослідження диссоціації(англ.)

### Матеріали з теми
- Piper A, Merskey H. The persistence of folly: A critical examination of dissociative identity disorder. Part I. The excesses of an improbable concept. Can J Psychiatry 2004;49:592-600 — Критичний огляд діагнозу множинної особистості як такого, що має ятрогенний характер.(англ.)
- Piper A, Merskey H. The persistence of folly: A critical examination of dissociative identity disorder. Part II. The defence and decline of multiple personality or dissociative identity disorder. Can J Psychiatry 2004;49:678-83. — Продовження статті.(англ.)
- Alexandria K.Cherry. Multiple Personality Disorder: Fact or Fiction? [Архівовано 16 жовтня 2012 у Wayback Machine.]. Rochester Institute of Technology. 2005. — Рецензоване оглядове дослідження, присвячене розладу множинної особистості.(англ.)
- James A. Chu, MD. Guidelines for Treating Dissociative Identity Disorder in Adults (2005) — Керівництво з лікування диссоціативного розладу ідентичності.(англ.)
- David V. James MA, MRCPsych. Multiple Personality Disorder in the Courts [Архівовано 4 серпня 2013 у Wayback Machine.]. — Диссоціативний розлад ідентичності та судові справи.(англ.)
- Thigpen & Cleckley (1954): A case of multiple personality [Архівовано 25 травня 2013 у Wayback Machine.]. — Дослідження лікування методу лікування Кріс Костнер-Сайзмор, яка стала героїнею роботи «Три обличчя Єви».(англ.)
- The Layman's Guide to Multiplicity [Архівовано 10 травня 2013 у Wayback Machine.] — Брошура про здорову множинну особистість, написана гуртом людей з множинною особистістю.(англ.)
- Мотов В. В. Расстройство в виде множественной личности в США: клинические и судебно-психиатрические аспекты // Независимый Психиатрический Журнал. 1 квартал 2005.(рос.)
- Патнем Ф. М. Диагностика и лечение расстройства множественной личности // Журнал практической психологии и психоанализа. № 1, март 2004. — Глава з книги.(рос.)
- Лекція «Шизотипическое расстройство и множественная личность [Архівовано 20 лютого 2013 у Wayback Machine.]».(рос.)

### Тематичні інтернет-ресурси
- The Layman's Guide [Архівовано 5 вересня 2013 у Wayback Machine.] — Довідник з множинної особистості, написаний гуртом людей з множинною особистістю.(англ.)
- Amorpha: Collective Phenomenon [Архівовано 6 березня 2013 у Wayback Machine.] — Інтернет-спільнота, присвячена множинній особистості як здоровому станові.(англ.)
- Astraea [Архівовано 7 березня 2013 у Wayback Machine.] — Колекція статей та посилань, присвячених множинній особистості як здоровому станові.(англ.)
- Pavilion [Архівовано 4 березня 2013 у Wayback Machine.] — Активістський вебсайт, присвячений функціональній (або здоровій) множинній особистості.(англ.)
- Multiplicity [Архівовано 20 липня 2008 у Wayback Machine.] — ЖЖ-спільнота, присвячена феноменові множинної особистості.(англ.)
- The Hidden Art of Shirley Mason — Картини Ширлі Мейсон (відомої як Сивілла), які, як стверджують, написані її різними особистостями.(англ.)
- Pack Collective's FAQ — Перелік найчастіших запитань стосовно множинної особистості з відповідями.(англ.)
- The House [Архівовано 30 липня 2013 у Wayback Machine.] — Меморіальний вебсайт, присвячений жінці з множинною особистістю.(англ.)